# Episodi di The Good Wife (terza stagione)
La terza stagione della serie televisiva The Good Wife è stata trasmessa a partire dal 25 settembre 2011 sul canale statunitense CBS.
La stagione ha debuttato in prima visione in lingua italiana nella Svizzera italiana su RSI LA1 l'8 febbraio 2012; l'emittente svizzera ha trasmesso i primi undici episodi fino al 18 aprile 2012. In Italia invece Rai 2 ha trasmesso in chiaro i primi undici episodi dal 6 marzo al 18 maggio 2012.
La seconda parte degli episodi è trasmessa in 1ª TV in lingua italiana da Rai 2 a partire dal 17 settembre 2012, mentre nella Svizzera italiana è stata trasmessa da RSI LA1 dal 14 novembre 2012 al 23 gennaio 2013.
| nº | Titolo originale        | Titolo italiano            | Prima TV USA      | Prima TV in italiano |
| -- | ----------------------- | -------------------------- | ----------------- | -------------------- |
| 1  | A New Day               | Pregiudizio                | 25 settembre 2011 | 8 febbraio 2012      |
| 2  | The Death Zone          | La zona della morte        | 2 ottobre 2011    | 15 febbraio 2012     |
| 3  | Get a Room              | Le colpe, il prezzo        | 9 ottobre 2011    | 22 febbraio 2012     |
| 4  | Feeding the Rat         | Tentazioni                 | 16 ottobre 2011   | 29 febbraio 2012     |
| 5  | Marthas and Caitlins    | Oggi a te, domani a me     | 23 ottobre 2011   | 7 marzo 2012         |
| 6  | Affairs of State        | Affari di stato            | 30 ottobre 2011   | 14 marzo 2012        |
| 7  | Executive Order 13224   | Segreti militari           | 6 novembre 2011   | 21 marzo 2012        |
| 8  | Death Row Tip           | Corsa contro il tempo      | 13 novembre 2011  | 28 marzo 2012        |
| 9  | Whiskey Tango Foxtrot   | Capro espiatorio           | 20 novembre 2011  | 4 aprile 2012        |
| 10 | Parenting Made Easy     | Manuale per genitori       | 4 dicembre 2011   | 11 aprile 2012       |
| 11 | What Went Wrong         | Cos'è andato storto?       | 11 dicembre 2011  | 18 aprile 2012       |
| 12 | Alienation of Affection | Alienazione di affetti     | 8 gennaio 2012    | 17 settembre 2012    |
| 13 | Bitcoin for Dummies     | Girotondo                  | 15 gennaio 2012   | 24 settembre 2012    |
| 14 | Another Ham Sandwich    | Gioco al massacro          | 29 gennaio 2012   | 1º ottobre 2012      |
| 15 | Live from Damascus      | In diretta da Damasco      | 19 febbraio 2012  | 8 ottobre 2012       |
| 16 | After the Fall          | Dopo la caduta             | 4 marzo 2012      | 15 ottobre 2012      |
| 17 | Long Way Home           | La lunga strada verso casa | 11 marzo 2012     | 22 ottobre 2012      |
| 18 | Gloves Come Off         | Gioco senza regole         | 18 marzo 2012     | 29 ottobre 2012      |
| 19 | Blue Ribbon Panel       | La casa del passato        | 25 marzo 2012     | 5 novembre 2012      |
| 20 | Pants on Fire           | Bugie e bugiardi           | 15 aprile 2012    | 12 novembre 2012     |
| 21 | The Penalty Box         | In panchina                | 22 aprile 2012    | 19 novembre 2012     |
| 22 | The Dream Team          | Squadra vincente           | 29 aprile 2012    | 26 novembre 2012     |

## Pregiudizio
- Titolo originale: A New Day
- Diretto da: Brooke Kennedy
- Scritto da: Meredith Averill (soggetto); Robert King e Michelle King (sceneggiatura)

### Trama
Alicia inizia una relazione segreta con il suo capo Will dopo essere venuta a sapere che il marito Peter ha passato una notte con l'amica e collega Kalinda e averlo perciò lasciato. In aula le viene affidato un caso pro-bono che si rivelerà più complesso del previsto: inizialmente il suo cliente, un giovane palestinese, era accusato di aver partecipato a una manifestazione sfociata in rissa, ma con un'astuta mossa dell'avvocato della procura Cary Agos il ragazzo finisce con l'autoaccusarsi dell'omicidio di un ebreo. Con l'aiuto di Kalinda, Alicia scopre che il vero colpevole dell'omicidio è il coinquilino del suo cliente che era anche l'amante della vittima.
- Ascolti USA: telespettatori 10 660 000[4]

## La zona della morte
- Titolo originale: The Death Zone
- Diretto da: Brooke Kennedy
- Scritto da: Meredith Averill (soggetto); Robert e Michelle King (sceneggiatura)

### Trama
Alicia vince una causa per diffamazione intentata da un inglese a un suo cliente americano che aveva scritto un libro sulla morte del fratello. Non fa tempo a festeggiare che l'inglese fa causa sempre per diffamazione, ma questa volta in Gran Bretagna dove il libro aveva venduto solo poche copie. Nonostante le difficoltà riscontrate per la differente legge sulla diffamazione, Alicia e Will riescono comunque a vincere di nuovo.
- Ascolti USA: telespettatori 11 080 000[5]

## Le colpe, il prezzo
- Titolo originale: Get a Room
- Diretto da: David Platt
- Scritto da: Julia Wolfe (soggetto); Robert King e Michelle King

### Trama
Alicia e Will si ritrovano il albergo per via di un caso che si sta protraendo a lungo. Eli deve affrontare della cattiva pubblicità per un cliente che sta seguendo.
- Ascolti USA: telespettatori 10 280 000[6]

## Tentazioni
- Titolo originale: Feeding the Rat
- Diretto da: Frederick E.O. Toye
- Scritto da: Keith Eisner

### Trama
Will e Diane discutono del futuro dello studio mentre Alicia si occupa di un caso pro bono dove il principale testimone della rapina diventa sospettato.
- Ascolti USA: telespettatori 10 330 000[7]